# Stefan Romecki
Stefan Józef Romecki (ur. 2 września 1950 w Koszalinie) – polski działacz społeczny, samorządowiec i polityk, poseł na Sejm VIII kadencji.

## Życiorys
Ukończył Zasadniczą Szkołę Zawodową przy Koszalińskiej Wytwórni Części Samochodowych (1968). Do czasu przejścia na emeryturę pracował jako spawacz. Od początku lat 90. zaangażowany w organizację pomocy dla ubogich i bezdomnych.
Działacz Ruchu Obywatelskiego na rzecz Jednomandatowych Okręgów Wyborczych. W latach 1998–2010 i 2014–2015 zasiadał w radzie miejskiej Koszalina. W 2005 bez powodzenia kandydował do Senatu (zajmując przedostatnie, 11. miejsce w okręgu), a w 2006 bezskutecznie ubiegał się o miejską prezydenturę (zajmując przedostatnie, 3. miejsce).
W wyborach parlamentarnych w 2015 wystartował do Sejmu w okręgu koszalińskim z pierwszego miejsca na liście komitetu wyborczego wyborców Kukiz’15, zorganizowanego przez Pawła Kukiza. Uzyskał mandat posła VIII kadencji, otrzymując 7740 głosów.
Związał się z ruchem antyszczepionkowym. W 2016 został członkiem Parlamentarnego Zespołu ds. Bezpieczeństwa Programu Szczepień Ochronnych Dzieci i Dorosłych (zrezygnował z członkostwa 25 lipca 2018). W 2018 ponownie wystartował w wyborach na prezydenta Koszalina (zajmując przedostatnie, 5. miejsce), a w 2019 był kandydatem do Parlamentu Europejskiego (Kukiz’15 nie uzyskał mandatów). W wyborach krajowych w tym samym roku nie uzyskał poselskiej reelekcji. W wyborach w 2023 startował natomiast do Sejmu z listy Prawa i Sprawiedliwości. W następnym roku był kandydatem tej partii do rady miejskiej Koszalina.
Odznaczony Orderem Uśmiechu.